# (36585) 2000 QJ127
2000 QJ127 (asteroide 36585) é um asteroide da cintura principal. Possui uma excentricidade de 0.19131770 e uma inclinação de 1.96605º.
Este asteroide foi descoberto no dia 24 de agosto de 2000 por LINEAR em Socorro.